# 久御山町立東角小学校
久御山町立東角小学校（くみやまちょうりつ とうずみしょうがっこう）は、京都府久世郡久御山町佐古東角にある公立小学校。

## 概要
計画人口4500人（当時の久御山町の人口の約3分の1）の日本住宅公団久御山団地建設に伴い仮称第二佐山小学校として計画され、久御山町立佐山小学校から分離・開校した。用地の選定に関しては、以下の4点を考慮して決定された。
1. 公団住宅からあまり遠くないこと。
2. 必要面積が確保できる市街化調整区域であること。
3. 将来の展望にたって適切な位置であること。
4. 校地としての地形及び面積が確保できること。

校区は、栄1～4丁目、清水、林、ミサワ林の各自治会と久御山団地である。

## 沿革
- 1974年（昭和49年）11月 - 校名を東角小学校に決定[3]
- 1975年（昭和50年）4月 - 開校
- 1976年（昭和51年） - 給食指導優秀校として文部大臣表彰受賞
- 1977年（昭和52年）3月 - 北校舎を新築
- 1978年（昭和53年） - 附属幼稚園開園
- 1980年（昭和55年）3月 - 北校舎を東側に増築（8教室と昇降口）[4]
- 1991年（平成3年） - コンピューター教室を設置
- 1999年（平成11年） - 体育館の外壁等を改修
- 2002年（平成14年） - 給食室に空調機器を整備
- 2003年（平成15年） - 南校舎耐震補強・大規模改修工事が完成
- 2006年（平成18年） - 北校舎の耐震補強・改修工事、プールの改修工事が完成
- 2007年（平成19年） - 北校舎の大規模改修工事完成

## 主な進学先
- 久御山町立久御山中学校

## 周辺施設
- 京都府立久御山高等学校
- 総合体育館
- 町民プール

## 交通
- 近鉄京都線 大久保駅下車 北西へ約1400m

## 校区が隣接している学校
- 久御山町立佐山小学校
- 宇治市立平盛小学校
- 宇治市立西大久保小学校
- 宇治市立伊勢田小学校